# Sam Lantinga
Sam Oscar „Slouken” Lantinga – amerykański programista gier i inżynier oprogramowania. Pracował dla Loki Software, Blizzard Entertainment, Galaxy Gameworks i 38 Studios, natomiast w chwili obecnej pracuje w Valve Corporation.

## Życiorys
Lantinga w latach 1992–1997 studiował na Uniwersytecie Kalifornijskim w Davis, uzyskując licencjat (Bachelor of Science) z informatyki.
Lantinga od stycznia 1999 roku był głównym programistą i współzałożycielem nieistniejącego już Loki Software, powstałego 9 listopada 1998 roku i znajdującego się w Tustin w Kalifornii. Firma stworzyła kilka udanych portów gier na system Linux, w tym Civilization: Call to Power, Myth II: Soulblighter, Railroad Tycoon II i Eric's Ultimate Solitaire. Najbardziej jednak znany jest jako twórca Simple DirectMedia Layer (SDL), bardzo popularnej multimedialnej biblioteki programistycznej otwartego oprogramowania. Opracował również bazę kompatybilności dla Executora, własnościowego emulatora systemu Mac OS.
Po upadłości Loki Software w sierpniu 2001 roku, rozpoczął pracę jako główny inżynier oprogramowania w firmie Blizzard Entertainment. Pracował nad niemal wszystkimi grami z serii Warcraft (szczególnie nad World of Warcraft) oraz StarCraft II: Wings of Liberty. W międzyczasie został opracowany klient Linux gry World of Warcraft, zaś negocjacje z Linux Game Publishing toczyły się do czasu, aż Blizzard nie anulował projektu. Nie wiadomo jednak, czy Lantinga brał udział w tym przedsięwzięciu. 
W 2008 roku Lantinga założył firmę Galaxy Gameworks, aby pomóc w handlu oprogramowaniem Simple DirectMedia Layer. Natomiast w styczniu 2011 roku ostatecznie opuścił Blizzard Entertainment, aby „odpocząć, spędzić czas z rodziną i zbadać kilka pomysłów, aby rozwinąć działalność Galaxy Gameworks”. Wkrótce po tym uruchomił nową stronę internetową dla Gameworks, gdzie znajduje się obszerna lista referencji autora. 
Sam pracował w Galaxy Gameworks do maja 2011 roku, po czym został zatrudniony w firmie 38 Studios jako starszy inżynier oprogramowania. W maju 2012 r. opuścił firmę 38 Studios, a w sierpniu tegoż roku rozpoczął pracę w Valve Corporation również na stanowisku inżyniera oprogramowania.

## Lista gier nad którymi pracował[6][14]
- Maelstrom (1992)
- Heavy Gear II (1994)
- Knights and Merchants: The Shattered Kingdom (1998)
- Sid Meier’s Alpha Centauri (1999)
- Heretic II (1999)
- Railroad Tycoon II (Złota Edycja) (1999)
- Quake III: Arena (Elitarna Edycja) (1999)
- Heroes of Might and Magic III: The Restoration of Erathia (1999)
- Descent 3 (1999)
- Civilization: Call to Power (1999)
- Soldier of Fortune (2000)
- Soldier of Fortune (Złota Edycja) (2001)
- Tribes 2 (2001)
- Kohan: Immortal Sovereigns (2001)
- Rune: Halls of Valhalla (2001)
- Rune (2001)
- MindRover: The Europa Project (2001)
- Ballistics (2001)
- Warcraft III: Reign of Chaos (Edycja Kolekcjonerska) (2002)
- Warcraft III: Reign of Chaos (2002)
- 3D Marble Flip (2002)
- Wikipedia: Starfighter (2003)
- World of Warcraft (2004)
- DropTeam: Mechanized Combat in the Far Future (2006)
- World of Warcraft: The Burning Crusade (2007)
- World of Warcraft: Wrath of the Lich King (2008)
- Wind and Water: Puzzle Battles (2008)
- BOH (2009)
- StarCraft II: Wings of Liberty (2010)
- World of Warcraft: Cataclysm (2010)
- Need for Speed: World (2010)
- Mass Effect 3 (2012)
- Mass Effect 3 (Edycja Kolekcjonerska N7) (2012)
- Dynamite Jack (2012)
- Teleglitch: Die More Edition (2013)
- Steamworld Dig (2013)
- SimCity (2013)
- Galcon Legends (2014)
- Shovel Knight (2014)
- Hearthstone: Heroes of Warcraft (2014)